# Wallsee-Sindelburg
Wallsee-Sindelburg – gmina targowa w Austrii, w kraju związkowym Dolna Austria, w powiecie Amstetten. Według Austriackiego Urzędu Statystycznego liczyła 2 175 mieszkańców (1 stycznia 2014).